# Verzachtende omstandigheden
Verzachtende omstandigheden zijn individuele omstandigheden die in rekening worden genomen bij het bepalen van een straf of sanctie en die kunnen leiden tot een mildere strafmaat. In het tegenovergestelde geval spreekt men van verzwarende omstandigheden.

## België
In België zijn de verzachtende omstandigheden, indien aangenomen door het openbaar ministerie of door een onderzoeksgerecht, een juridisch instrument geworden om systematisch te ontsnappen aan de bevoegdheid van het hof van assisen (zie verder). Indien aangenomen door de strafrechter, is het een manier om de straf te individualiseren. Men kan echter niet tweemaal verzachtende omstandigheden aannemen (eens door het OM of het onderzoeksgerecht en erna nog eens door de strafrechter). Wel kan na de aanname van verzachtende omstandigheden door het OM of het onderzoeksgerecht de strafrechter een strafverminderende verschoningsgrond toepassen (indien daarvan sprake is zoals krachtens de wet bepaald).
Verzachtende omstandigheden betreffen het misdrijf zelf of de dader.

### Straftoemeting
Het Strafwetboek verwijst in het algemeen naar de mogelijkheid van verzachtende omstandigheden, maar geeft geen omschrijving. De rechter oordeelt vrij en facultatief over het bestaan van de verzachtende omstandigheden en over de aard ervan (bijvoorbeeld: jonge leeftijd, blanco strafregister enz.). De verzachtende omstandigheden zijn persoonlijk en hebben geen weerslag op bijvoorbeeld mededaders, tenzij in hun hoofde ook verzachtende omstandigheden worden aangenomen. Door aannemen van verzachtende omstandigheden beoogt men immers een betere individualisering van de straf.

### Correctionaliseren en contraventionaliseren
Belangrijk is ook de wet van 4 oktober 1867 op de verzachtende omstandigheden. Deze wet voorziet dat feiten door het openbaar ministerie al minder zwaar kunnen ingeschat worden. Zij kunnen dan voor een andere rechtbank gebracht worden.
Correctionaliseren
Sommige criminele feiten of misdaden die normaal voor een hof van assisen moeten gebracht worden, kunnen dan voor de correctionele rechtbank komen. Dat noemt men correctionaliseren.
Contraventionaliseren
Sommige wanbedrijven die normaal voor een correctionele rechtbank moeten gebracht worden, kunnen door verzachtende omstandigheden voor de politierechtbank komen. Die verschuiving heet contraventionaliseren.
Belangrijk is dat de aanneming van verzachtende omstandigheden door de procureur in zijn dagvaarding geenszins de strafrechter bindt (vroeger was de politierechter wél gebonden hierdoor) Als gevolg kan die zich dus onbevoegd verklaren. Hetzelfde is níét mogelijk indien de raadkamer deze verzachtende omstandigheden aanneemt.

### Verschil met kwalificatie van het misdrijf
Het Strafwetboek bevat bijvoorbeeld een strafbaarstelling voor de aanslag op de Koning (art. 101 Sw.). Die wordt echter minder zwaar bestraft als de Koning gevangen noch gewond is geraakt. Zoiets is in feite geen verzachtende omstandigheid, het is enkel een gegeven dat aanleiding geeft tot een andere kwalificatie van het misdrijf.

## Nederland
Reeds in het in 1809 ingevoerde Crimineel Wetboek voor het Koningrijk Holland was er aandacht voor verzachtende omstandigheden. De rechter werd daarbij geacht de aard en de omstandigheden van de gepleegde misdaad in aanmerking te nemen.
De rechtspraak van het Europees Hof voor de Rechten van de Mens (EHRM) stelt dat niet expliciet in de wet voorziene verzachtende omstandigheden altijd in rekening moeten kunnen worden gebracht. In de rechtspraktijk betekent dit dat de individuele rechter in zijn vonniswijzing beneden de wettelijk voorziene minimumstraf kan gaan.